# Løve Herred
Løve Herred er det sydligste herred i Holbæk Amt. Mod vest grænser det til Storebælt, hvor halvøen Reersø stikker ud. Herredet hørte i middelalderen under Sjællands Vestersyssel. Det blev i 1660 lagt under Sæbygård Amt der kun bestod af Løve Herred. Det blev efter forskellige konstellationer af fællesstyre, ved reformen i 1793 lagt sammen med de øvrige herreder i Holbæk Amt.
I herredet ligger følgende sogne:
- Bakkendrup Sogn
- Buerup Sogn
- Drøsselbjerg Sogn
- Finderup Sogn
- Gierslev Sogn
- Gørlev Sogn
- Hallenslev Sogn
- Havrebjerg Sogn
- Kirke Helsinge Sogn
- Reerslev Sogn
- Ruds Vedby Sogn
- Skellebjerg Sogn
- Solbjerg Sogn
- Sæby Sogn
- Ørslev Sogn